# Conservative Party (Verenigd Koninkrijk)
De Conservative Party (Nederlands: Conservatieve Partij; Welsh: Y Blaid Geidwadol; officieel: Conservative and Unionist Party) is een liberaal-conservatieve partij in het Verenigd Koninkrijk. Het is de op een na oudste partij ter wereld, na de Democratische Partij in de Verenigde Staten.

## Geschiedenis

### 1820-1880

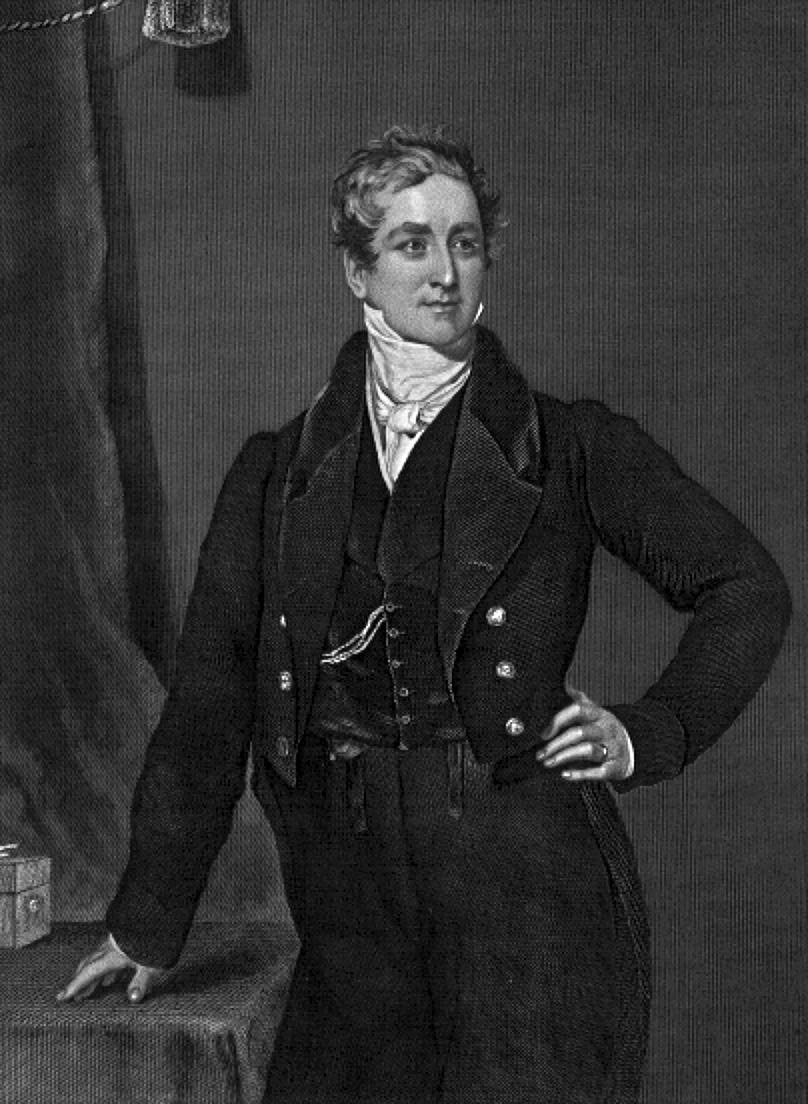
Robert Peel, premier van het Verenigd Koninkrijk (1834-1835 en 1841-1846)

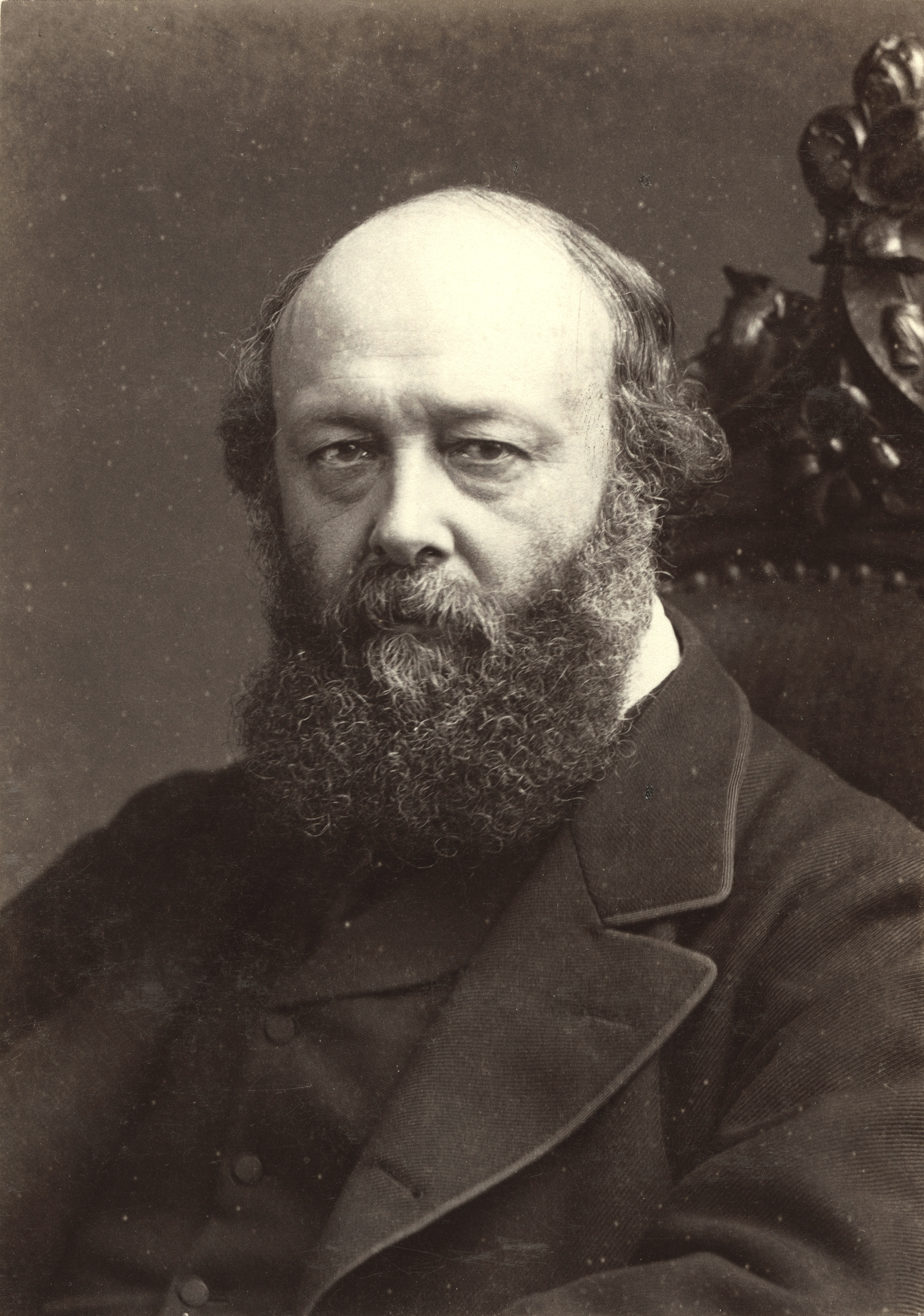
Robert Arthur Talbot Gascoyne-Cecil, 3rd Marquess of Salisbury

De moderne Conservatieve Partij ontstond in de jaren dertig van de 19e eeuw, maar haar voorgangers hebben wortels die teruggaan tot de 17e eeuw. In die tijd waren er weinig politieke allianties en de parlementsleden opereerden veel zelfstandiger. De oorsprong van de Conservatieve Partij gaat terug tot de tijd van Karel II, een vorst wiens macht door het parlement aan banden was gelegd. De parlementsleden die de invloed van de koning wilden inperken, onder leiding van Lord Shaftesbury, kwamen toen tegenover de koningsgezinden te staan, die gekant waren tegen Shaftesbury’s Exclusion Bill die bedoeld was om Jacobus II van de troonsopvolging uit te sluiten. Deze groep koningsgezinden werd als Tories bekend, hetgeen van het Ierse ‘tóraidh’ is afgeleid, een scheldwoord voor een katholieke boer. Vanaf 1780 waren de Whigs onder leiding van William Pitt de Jongere de dominante groep in de politiek. Zij gingen steeds meer samenwerken met de Tories. In de late jaren twintig van de 19e eeuw brak een discussie over politieke hervormingen hen op. Een regering geleid door Arthur Wellesley, de Hertog van Wellington, viel uit elkaar. Robert Peel vormde daarna een nieuwe coalitie. In 1834 presenteerde hij het Tamworth Manifesto, waarin de basisprincipes van het conservatisme werden verwoord. 
Een regering onder leiding van Peel kwam in 1846 ten val vanwege een conflict over de Graanwetten. Tijdens de Grote Hongersnood had Peel in eerste instantie niet door hoe groot het probleem was. Maar toen de omvang duidelijk werd, trok hij de Graanwetten tégen de landeigenaren in. Deze wet ondersteunde landbouwinkomsten door graanimport te limiteren. Door deze wet in te trekken, ging hij radicaal in tegen het Tory-protectionisme. Hij hoopte meer eten vrij te maken voor de Ierse bevolking. Zijn eigen partij ondersteunde deze beslissing niet, maar de motie werd goedgekeurd met de steun van de Whigs. De daaropvolgende motie werd direct afgewezen en Peel trad af als premier. Na zijn dood zouden veel van zijn volgers zich in 1859, samen met Whigs en Radicalen, verenigen in de Liberale Partij.
De crisis had grote gevolgen gehad voor de slagkracht van de Conservatieve Partij. Onder leiding van Edward Smith-Stanley en Benjamin Disraeli herstelde zij zich langzaam. Smith-Stanley zou in de jaren vijftig en zestig verschillende minderheidskabinetten leiden, maar pas in 1874 verkreeg de Conservatieve Partij weer een meerderheid. Een combinatie van Disraeli's patriottistische geluid en beloften voor sociale hervormingen zorgden ervoor dat de Conservatieve Partij genoeg aanhang kreeg onder de werkende klasse en Disraeli werd premier. In 1880 moest hij aftreden vanwege een verkiezingsnederlaag.

### 1880-1918
Vanaf 1886 wist de Conservatieve Partij voor langere tijd stabiele regeringen te vormen, aanvankelijk met passieve steun van de Liberale Unionisten en vanaf 1895 samen in een coalitie met hen. Aanvankelijk was lord Salisbury de premier, maar in 1902 trok hij zich terug en droeg het premierschap over aan zijn neef Arthur Balfour. Het kwam in 1904 tot een breuk binnen de Conservatieve Partij vanwege het beleid van Joseph Chamberlain, minister van Koloniën. Deze was zelf lid van de Liberale Unionisten. Chamberlain was een voorstander van protectionisme. Dit leverde hem veel kritiek op. Verschillende parlementsleden van de Liberale Unionisten en de Conservatieve Partij maakten de overstap naar de Liberale Partij. Onder hen was Winston Churchill. De situatie werd verergerd door de uitbraak van de Boerenoorlog, die op weinig steun onder de bevolking kon rekenen. Bij de parlementsverkiezingen in 1906 leden beide partijen een grote nederlaag en er kwam een liberale regering. De Conservatieve Partij wist een groot deel van haar verlies goed te maken bij de parlementsverkiezingen in januari 1910 en december 1910. Hierdoor waren de liberalen gedwongen voor hun regering de steun te vragen van Ierse Nationalisten. De steun van de regering nam echter verder af door de uitbraak van de Eerste Wereldoorlog, en een aantal fouten die daarbij in het begin werden gemaakt. De Conservatieve Partij keerde terug in de regering, aanvankelijk nog samen met de Liberalen, maar in 1918 als dominante partij in de regering van Lloyd George.

### 1918-1945

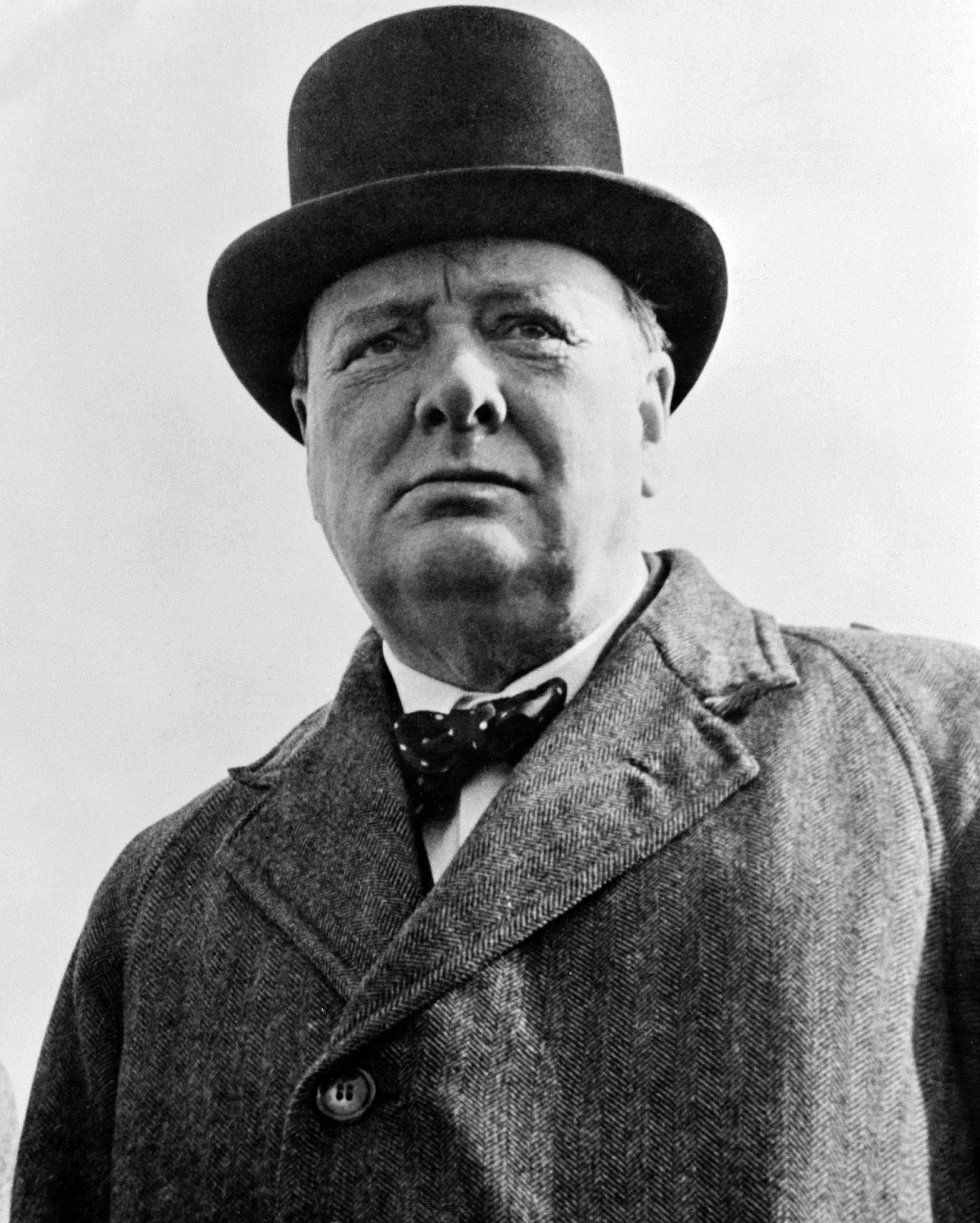
Winston Churchill, premier van het Verenigd Koninkrijk (1940-1945 en 1951-1955)

Voor de jaren daarna leek het mogelijk dat de Liberalen en Conservatieven samen zouden opgaan in een nieuwe partij, maar de Liberalen weigerde hun identiteit op te geven en daardoor verdween het momentum. Meningsverschillen over de relatie met de Sovjet-Unie, de omgang met vakbonden en de Ierse kwestie zorgden ervoor dat steeds meer Conservatieven wilden breken met de regering. Partijleider Bonar Law moest in 1921 aftreden omdat er bij hem kanker geconstateerd was en hij werd opgevolgd door Austen Chamberlain. Deze had zijn partij niet onder controle en in oktober 1922 trokken de Conservatieven hun steun in voor de regering van Lloyd George. Chamberlain trad af en werd opgevolgd door Bonar Law, die was overgehaald zijn terugkeer te maken in de politiek. In mei 1923 trad hij definitief af als gevolg van zijn ziekte en kort daarna overleed hij. Zijn opvolger was de relatief onbekende Stanley Baldwin. De partij bereikte een nieuw hoogtepunt onder zijn leiderschap. Hij streefde sociale hervormingen na en gaf leiding aan verschillende stabiele kabinetten. In 1931 wist Baldwin – als laatste tot op heden - bij de verkiezingen zelfs een absolute meerderheid te behalen. 
In 1937 werd Baldwin opgevolgd door Neville Chamberlain. Deze zou de geschiedenis ingaan als de man die dacht de wereldvrede te hebben gered ("Peace for our time") door in 1938 een verdrag met Adolf Hitler te sluiten over de annexatie van Sudetenland door Duitsland. Toen Duitsland in september 1939 Polen binnenviel werd zijn positie steeds onhoudbaarder. Chamberlain zou echter pas in mei 1940 worden opgevolgd door Winston Churchill die gedurende de oorlogsjaren leiding gaf aan een Nationale Coalitie.

### 1945-1975

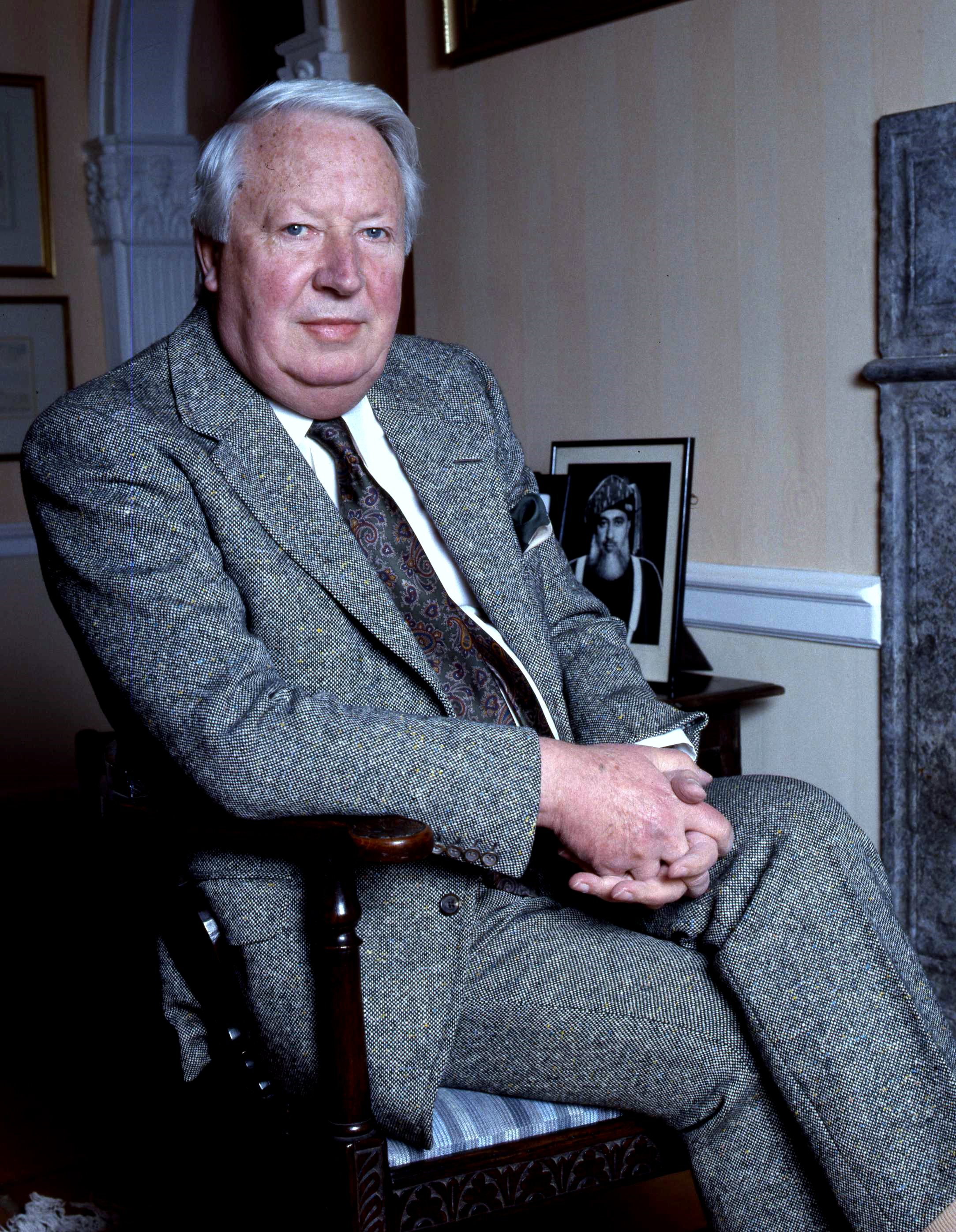
Edward Heath, premier van het Verenigd Koninkrijk (1970-1974)

Kort na de oorlog verloren de Conservatieven de verkiezingen en kwam er een Labour-regering. In 1951 keerde de Conservatieve partij met Churchill aan het hoofd terug in de regering. Zij gingen akkoord met veel van de hervormingen die Labour had ingezet, maar ook draaiden ze er een aantal terug, zoals de nationalisatie van de staalindustrie. In 1955 trad Churchill terug ten faveure van Anthony Eden. Deze was erg populair geweest als minister van Buitenlandse Zaken, maar zijn regering raakte in de problemen door oververhitting van de politiek. In 1956 probeerde Groot-Brittannië in samenwerking met Frankrijk en Israël het Suezkanaal terug te veroveren toen Egypte dit nationaliseerde. De Amerikaanse regering van Dwight Eisenhower dwong echter samen met de Sovjet-Unie de Europese machten om zich terug te trekken. Edens positie werd onhoudbaar en begin 1957 trad hij af "vanwege gezondheidsproblemen".
Eden werd opgevolgd door Harold Macmillan die het imago van de overheid probeerde te hervestigen door de nadruk te leggen op economische groei. In 1959 voerde hij campagne onder de slogan "You’ve never had it so good". De regering van Macmillan kreeg te maken met een terugslag toen aan het begin van de jaren zestig de werkloosheid toenam. Dit effect werd verergerd door het aftreden van John Profumo, minister van Oorlog, door wat bekend kwam te staan als de Profumo-affaire. In oktober 1963 werd er terminale kanker geconstateerd bij Macmillan en hij trad af. Hij werd opgevolgd door Alec Douglas-Home, maar deze slaagde er niet in de verkiezingen in 1964 te winnen.
De Conservatieve Partij stapte in 1964 over op een systeem waarbij de nieuwe leider door de Lagerhuisfractie werd gekozen. Douglas-Home werd in 1965 opgevolgd door Edward Heath. Heath verloor de parlementsverkiezingen in 1966 en steeds meer stemmen riepen om zijn aftreden, onder andere vanwege vermeende gezondheidsklachten. Heath weigerde en verraste velen door de verkiezingen in 1970 te winnen. Heath werd premier. Zijn premierschap was een van de meer controversiële periodes in de geschiedenis van de Conservatieve Partij. Zijn monetaire beleid faalde en de werkloosheid nam toe. Dit ging gepaard met een hoge inflatie. The Troubles in Noord-Ierland dwongen Heath ertoe het Parlement van Noord-Ierland te ontbinden. Noord-Ierland viel onder het directe bewind van de Britten. Daardoor verloor de Conservatieve Partij de steun van de Ulster Unionist Party in het Britse Parlement. Dit had gevolgen voor de jaren daarop waarbij het voor de Conservatieve Partij lastig was genoeg steun te vinden in het parlement voor haar plannen. 
Heath zelf zag de toetreding van het Verenigd Koninkrijk tot de Europese Economische Gemeenschap als een van zijn grootste successen, maar dit was juist een erg controversieel thema in zijn partij. De Oliecrisis van 1973 zorgde voor een verdere inflatie en in reactie daarop extra salariseisen in de kolenindustrie. De regering weigerde in te gaan op deze eisen en dat leidde tot massale stakingen en acties, waardoor er veel minder elektriciteit beschikbaar was. Dit leidde tot een rantsoenering van de elektriciteit door de overheid. Heath schreef nieuwe verkiezingen uit onder de slogan "Who Governs Britain?" De Conservatieve Partij was echter helemaal niet klaar voor nieuwe verkiezingen en de mijnwerkers gaven aan dat zij niet zagen hoe een herverkiezing van de regering zou bijdragen aan een oplossing van de situatie. De Conservatieve Partij werd verder getroffen door de dood van Ian Macleod en het aftreden van Enoch Powell. Deze kon zich niet vinden in de toetreding van het Verenigd Koninkrijk tot de EEG en riep de kiezers op om op Labour te stemmen. Bij de verkiezingen behaalde de Liberale Partij en de verschillende kleinere regionale partijen een opvallende stemmenwinst. De Conservatieve Partij slaagde er niet in samen met de Liberale Partij een regering te vormen, waarna Heath aftrad als premier.

### 1975-1997

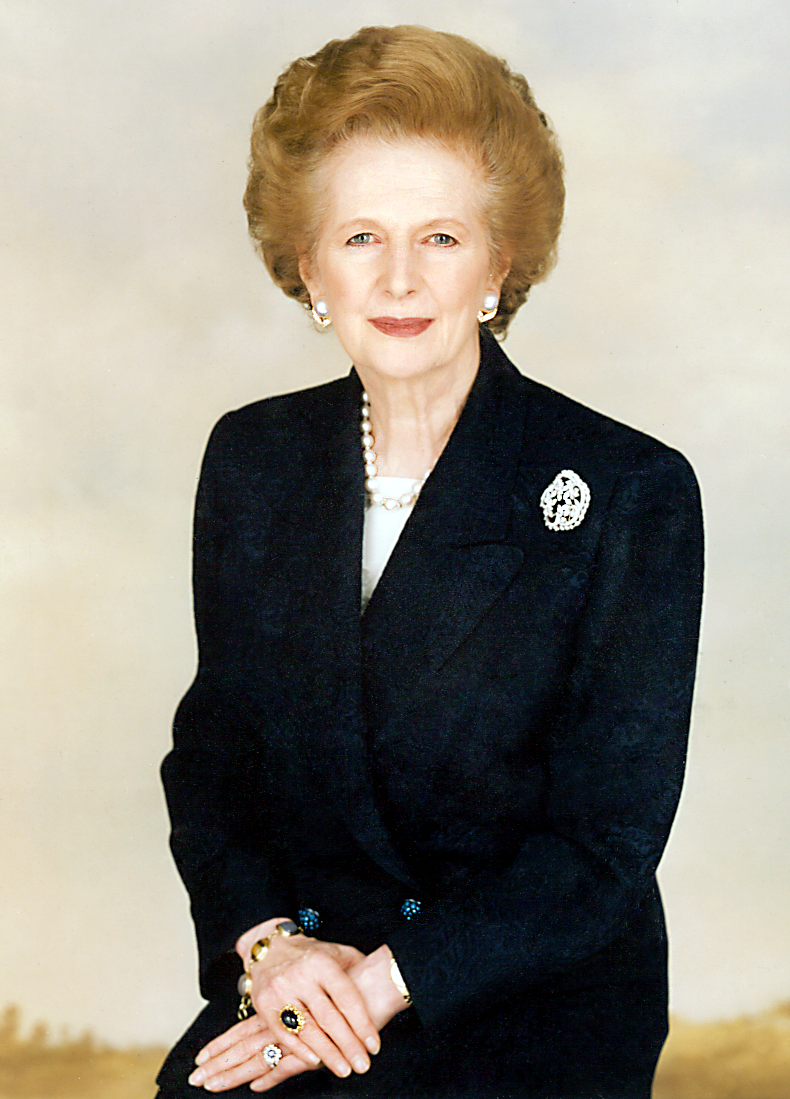
Margaret Thatcher, premier van het Verenigd Koninkrijk (1979-1990)

In 1975 werd Margaret Thatcher leider van de partij. Ten tijde van de parlementsverkiezingen in 1979 was de inflatie opgelopen tot boven de 20 procent. Op die golf van ongenoegen werd zij gekozen als premier, nadat ze als oppositieleidster een motie van wantrouwen tegen het LibLab pact van James Callaghan had gewonnen met een meerderheid van één stem. Zij streefde de  privatisering van publieke bedrijven na en was voorstander van en vrije-markt-toenadering. Dit beleid zorgde ervoor dat sommige sociale lagen ontevreden werden over het beleid van de regering. Haar beleid kwam bekend te staan als het Thatcherisme. Ze slaagde erin de inflatie terug te brengen tot 4 procent, maar dit leidde wel tot een toegenomen werkloosheid. Vooral in de mijnsector verloren veel arbeiders hun baan. Ook streefde Thatcher naar een vermindering van de macht van de vakbonden. Zij vond dat deze met hun acties de economische groei belemmerden. Dat idee was deels gevoed door de acties van de vakbonden ten tijde van het premierschap van haar voorganger Heath. 
In 1983 en 1987 boekte ze tweemaal een grote verkiezingsoverwinning. Bij de eerste verkiezingen was er nog weinig tegenstand van Labour, omdat deze partij intern verdeeld was.  In 1982 bereikte haar populariteit bovendien een hoogtepunt door haar leiderschap in de Falklandoorlog. Bij de  verkiezingen in 1987 leek Labour met aan het hoofd  Neil Kinnock serieuzer tegenstand te kunnen bieden, maar intussen was de economie aangetrokken en daardoor had de regering van Thatcher de wind in de zeilen.
De introductie van de Community Charge, een nieuw belastingstelsel, beter bekend als poll tax, werd Thatcher echter fataal. Op 31 maart 1990 kwam het tot gewelddadige onlusten en straatgevechten in Londen. Labour streefde haar voorbij in de peilingen en haar positie kwam binnen de eigen partij ter discussie te staan. Eind 1990 werd ze door haar partij ten val gebracht. Ze werd opgevolgd als partijleider en premier door John Major. Binnen twee maanden stond de Conservatieve Partij weer gelijk aan Labour in de peilingen. De economie raakte intussen weer in het slop, maar de verkiezingen in 1992 werden onverwacht toch door Major gewonnen. Het succes was vooral te danken aan Majors’ claim dat het Verenigd Koninkrijk onder een Labour-regering nog hogere prijzen en belastingen zou krijgen.
De economie verslechterde in de jaren daarna en de populariteit van de Conservatieve Partij verminderde ten koste van die van Labour, die onder de in 1994 aangetreden Tony Blair nieuw elan wist te krijgen. De partij ontkwam niet aan de door henzelf verfoeide belastingverhogingen. Funest waren ook de diverse seksschandalen en corruptieaffaires die de partij achtervolgden. In 1995 moest met tijdens lokale verkiezingen al een enorm verlies incasseren. Bij de  parlementsverkiezingen in 1997 boekte de conservatieve partij een verpletterende nederlaag en boekte met slechts 179 zetels het slechtste resultaat ooit. Diverse kopstukken, waaronder leiderskandidaat Michael Portillo, verloren hun zetel. De Conservatieve Partij had alleen parlementsleden afkomstig uit Engeland. In Noord-Ierland, Schotland en Wales was geen enkel parlementslid namens de partij gekozen.

### 1997-2019

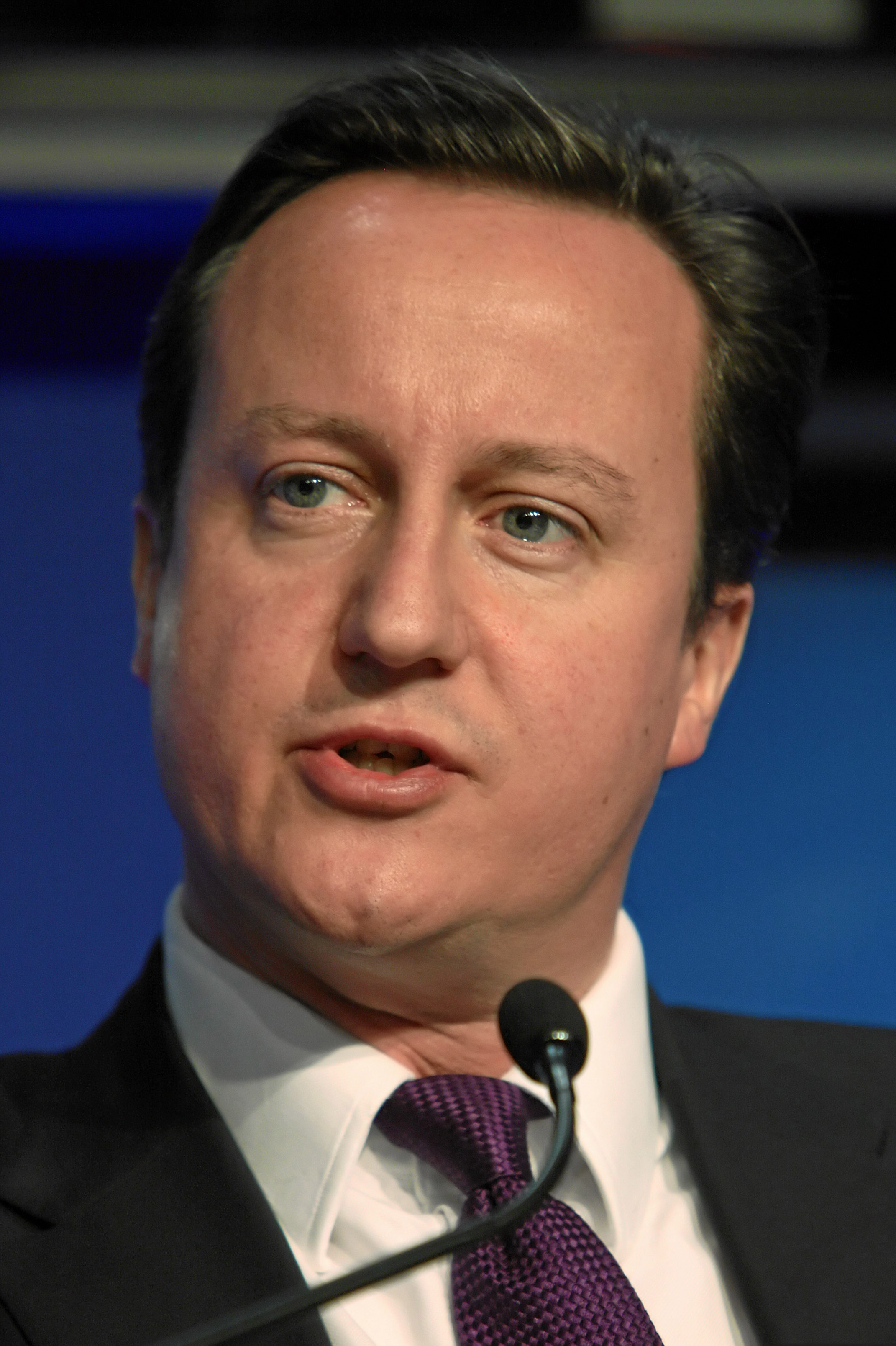
David Cameron, premier van het Verenigd Koninkrijk (2010-2016)

De nieuwe leider van de partij werd William Hague, die reeds als 16-jarige bekendheid verwierf in de partij. Bij de verkiezingen van 2001 richtte hij zich sterk op Europa. Bij deze verkiezingen won de partij slechts één zetel ten opzichte van de vorige verkiezingen, en William Hague stapte op als leider. De nieuwe leider werd toen Iain Duncan Smith. Hij was erg sceptisch over de Europese Unie. Hij werd in 2003 de oppositieleider in het parlement. Toen de partij geen vertrouwen meer in hem had, werd hij opgevolgd door Michael Howard, op 6 november 2003.
Bij de parlementsverkiezingen van 2005 maakte de Conservatieve Partij een kleine vooruitgang, maar kon niet voorkomen dat de Labour Party weer de grootste werd. De conservatieven boekten een winst van 33 zetels. Op 6 mei, één dag na de verkiezingen, maakte Michael Howard bekend dat hij zou opstappen als leider van de partij. 
Toen David Cameron leider werd van de partij, steeg de partij enorm in de peilingen. Het ledenaantal steeg aanzienlijk (rond de 290.000 leden), zelfs meer dan Labour (rond de 200.000 leden). Een reden voor de toegenomen populariteit lag ook bij Labour. Tony Blair kreeg veel kritiek vanwege zijn deelname aan de Irakoorlog en zijn opvolger Gordon Brown deed in de beeldvorming te weinig ter bestrijding van de financiële crisis die uitbrak. Na de parlementsverkiezingen van 2010 vormden de Conservatieven weer de grootste partij in het parlement, zij het zonder meerderheid. De Conservatieve Partij was daardoor gedwongen voor het eerst in 70 jaar een officiële coalitieregering te vormen, waarvoor ze met de centrumlinkse Liberal Democrats in zee gingen. Deze coalitieregering, met partijleider David Cameron als premier en de liberale Nick Clegg als vicepremier, hield stand tot 2015. 
Bij de verkiezingen van mei 2015 behaalde de Conservatieve Partij, tegen de opiniepeilingen in, een toereikende meerderheid om wederom alleen te kunnen regeren. Cameron bleef aan als leider van een exclusief conservatieve regering tot 2016, toen hij aftrad nadat het door hem geïnitieerde EU-referendum op een overwinning voor het brexit-kamp was uitgedraaid. Aangezien hijzelf campagne vóór het Britse EU-lidmaatschap had gevoerd, was zijn positie onhoudbaar geworden. De uit vijf uitdagers enig overgebleven kandidaat voor het leiderschap van de partij, Theresa May, volgde op 13 juli 2016 Cameron op als eerste minister van het Verenigd Koninkrijk. Toen het door haar bereikte akkoord met de Europese Unie voor een ordentelijk uittreden, tot driemaal door het Britse Parlement werd afgewezen, kondigde ze haar ontslag aan op 7 juni 2019  en trad af op 24 juli 2019, de dag waarop haar opvolger Boris Johnson als eerste minister aantrad.

## Verkiezingsresultaten
Een overzicht van de verkiezingsresultaten van de Conservatieve Partij bij de verkiezingen voor het Britse Lagerhuis:
| Verkiezingen  | Stemmen    | Deel van de zetels | Zetels       | Resultaat                                                         |
| ------------- | ---------- | ------------------ | ------------ | ----------------------------------------------------------------- |
| 1835          | 261.269    | 40,8%              | 273          | Whig overwinning                                                  |
| 1837          | 379.694    | 48,3%              | 314          | Whig overwinning                                                  |
| 1841          | 379.694    | 56,9%              | 367          | Conservatieve overwinning                                         |
| 1847          | 205.481    | 42,7%              | 325          | Whig overwinning                                                  |
| 1852          | 311.481    | 41,9%              | 330          | Conservatieve overwinning                                         |
| 1857          | 239.712    | 34,0%              | 264          | Whig overwinning                                                  |
| 1859          | 193.232    | 34,3%              | 298          | Whig overwinning                                                  |
| 1865          | 346.035    | 40,5%              | 289          | Liberale overwinning                                              |
| 1868          | 903.318    | 38,4%              | 271          | Liberale overwinning                                              |
| 1874          | 1.091.708  | 44,3%              | 350          | Conservatieve overwinning                                         |
| 1880          | 1.462.351  | 42,5%              | 237          | Liberale overwinning                                              |
| 1885          | 2.020,927  | 43,5%              | 247          | Liberale overwinning                                              |
| 1886          | 1.520.886  | 51,1%              | 393 (316+77) | Conservatieve en Liberal Unionist overwinning                     |
| 1892          | 2.159.150  | 47,0%              | 313 (268+45) | Liberale overwinning                                              |
| 1895          | 1.894.772  | 49,0%              | 411          | Conservatieve en Liberal Unionist overwinning                     |
| 1900          | 1.767.958  | 50,3%              | 402          | Conservatieve en Liberal Unionist overwinning                     |
| 1906          | 2.422.071  | 43,4%              | 156          | Liberale overwinning                                              |
| januari 1910  | 3.104.407  | 46,8%              | 272          | Liberaal gezind parlement                                         |
| december 1910 | 2.420.169  | 46,6%              | 271          | Liberaal gezind parlement                                         |
| 1918          | 3.472.738  | 33,3%              | 332          | Liberale overwinning                                              |
| 1922          | 5.294.465  | 38,5%              | 344          | Conservatieve overwinning                                         |
| 1923          | 5.286.159  | 38,0%              | 258          | Conservatief gezind parlement                                     |
| 1924          | 7.418.983  | 46,8%              | 412          | Conservatieve overwinning                                         |
| 1929          | 8.252.527  | 38,1%              | 260          | Labour gezind parlement                                           |
| 1931          | 11.377.022 | 55,0%              | 473          | Conservatieve overwinning                                         |
| 1935          | 10.025.083 | 47,8%              | 386          | Conservatieve overwinning                                         |
| 1945          | 8.716.211  | 36,2%              | 197          | Labour overwinning                                                |
| 1950          | 11.507.061 | 40,0%              | 282          | Labour overwinning                                                |
| 1951          | 13.724.418 | 48,0%              | 321 (302+19) | Conservatieve overwinning                                         |
| 1955          | 13.310.891 | 49,7%              | 345          | Conservatieve overwinning                                         |
| 1959          | 13.750.875 | 49,4%              | 365          | Conservatieve overwinning                                         |
| 1964          | 12.002.642 | 43,4%              | 304          | Labour overwinning                                                |
| 1966          | 11.418.455 | 41,9%              | 253          | Labour overwinning                                                |
| 1970          | 13.145.123 | 46,4%              | 330          | Conservatieve overwinning                                         |
| februari 1974 | 11.872.180 | 37,9%              | 297          | Labour gezind parlement                                           |
| oktober 1974  | 10.462.565 | 35,8%              | 277          | Labour overwinning                                                |
| 1979          | 13.697.923 | 43,9%              | 339          | Conservatieve overwinning                                         |
| 1983          | 13.012.316 | 42,4%              | 397          | Conservatieve overwinning                                         |
| 1987          | 13.760.935 | 42,2%              | 376          | Conservatieve overwinning                                         |
| 1992          | 14.093.007 | 41,9%              | 336          | Conservatieve overwinning                                         |
| 1997          | 9.600.943  | 30,7%              | 165          | Labour overwinning                                                |
| 2001          | 8.357.615  | 31,7%              | 166          | Labour overwinning                                                |
| 2005          | 8.785.941  | 32,4%              | 198          | Labour overwinning                                                |
| 2010          | 10.704.647 | 36,1%              | 306          | Conservatieve-Liberal Democrat Coalitie                           |
| 2015          | 11.334.920 | 36,9%              | 331          | Conservatieve overwinning                                         |
| 2017          | 13.636.684 | 42,4%              | 317          | Conservatief minderheidskabinet met gedoogsteun van de Unionisten |
| 2019          | 13.636.684 | 43,6%              | 364          | Conservatieve overwinning                                         |
| 2024          | 6,827,311  | 18.6%              | 121          | Labour overwinning                                                |

## Partijleiders
| Partijleider | Partijleider          | Partijleider                                            | Termijn           | Termijn           |
| ------------ | --------------------- | ------------------------------------------------------- | ----------------- | ----------------- |
|              | Robert Peel           | Sir Robert Peel (1788–1850)                             | 18 december 1834  | 30 juni 1846      |
|              | Edward Smith-Stanley  | Graaf van Derby Edward Smith- Stanley (1799–1869)       | 30 juni 1846      | 27 februari 1868  |
|              | Benjamin Disraeli     | Graaf van Beaconsfield Benjamin Disraeli (1804–1881)    | 27 februari 1868  | 19 april 1881     |
| Vacant       |                       |                                                         |                   |                   |
|              | Robert Gascoyne-Cecil | Markies van Salisbury Robert Gascoyne-Cecil (1830–1903) | 25 juli 1886      | 12 juli 1902      |
|              | Arthur Balfour        | Arthur Balfour (1848–1930)                              | 12 juli 1902      | 11 november 1911  |
| Vacant       |                       |                                                         |                   |                   |
|              | Bonar Law             | Bonar Law (1858–1923)                                   | 10 december 1916  | 21 maart 1921     |
| Vacant       |                       |                                                         |                   |                   |
|              | Bonar Law             | Bonar Law (1858–1923)                                   | 22 oktober 1922   | 22 mei 1923       |
|              | Stanley Baldwin       | Stanley Baldwin (1867–1947)                             | 22 mei 1923       | 28 mei 1938       |
|              | Neville Chamberlain   | Neville Chamberlain (1869–1940)                         | 28 mei 1938       | 10 oktober 1940   |
|              | Winston Churchill     | Sir Winston Churchill (1874–1965)                       | 10 oktober 1940   | 5 april 1955      |
|              | Anthony Eden          | Sir Anthony Eden (1897–1977)                            | 5 april 1955      | 10 januari 1957   |
|              | Harold Macmillan      | Harold Macmillan (1894–1986)                            | 10 januari 1957   | 18 oktober 1963   |
|              | Alec Douglas-Home     | Sir Alec Douglas- Home (1903–1995)                      | 18 oktober 1963   | 27 juli 1965      |
|              | Edward Heath          | Edward Heath (1916–2005)                                | 27 juli 1965      | 11 februari 1975  |
|              | Margaret Thatcher     | Margaret Thatcher (1925–2013)                           | 11 februari 1975  | 28 november 1990  |
|              | John Major            | John Major (1943)                                       | 28 november 1990  | 19 juni 1997      |
|              | William Hague         | William Hague (1961)                                    | 19 juni 1997      | 13 september 2001 |
|              | Iain Duncan Smith     | Iain Duncan Smith (1954)                                | 13 september 2001 | 6 november 2003   |
|              | Michael Howard        | Michael Howard (1941)                                   | 6 november 2003   | 5 december 2005   |
|              | David Cameron         | David Cameron (1966)                                    | 5 december 2005   | 11 juli 2016      |
|              | Theresa May           | Theresa May (1956)                                      | 11 juli 2016      | 23 juli 2019      |
|              | Boris Johnson         | Boris Johnson (1964)                                    | 23 juli 2019      | 5 september 2022  |
|              | Liz Truss             | Liz Truss (1975)                                        | 5 september 2022  | 24 oktober 2022   |
|              | Rishi Sunak           | Rishi Sunak (1980)                                      | 24 oktober 2022   | 2 november 2024   |
|              | Kemi Badenoch         | Kemi Badenoch (1980)                                    | 2 november 2024   | heden             |

## Onder-partijleiders/Secondanten
| Onder-partijleider | Onder-partijleider     | Termijn         | Termijn          | Partijleider  | Partijleider |
| ------------------ | ---------------------- | --------------- | ---------------- | ------------- | ------------ |
| William Hague      | William Hague (1961)   | 5 december 2005 | 9 mei 2015       | David Cameron |              |
| George Osborne     | George Osborne (1971)  | 9 mei 2015      | 11 juli 2016     | David Cameron |              |
| Vacant             |                        |                 |                  |               |              |
| Damian Green       | Damian Green (1956)    | 11 juni 2017    | 20 december 2017 | Theresa May   |              |
| Vacant             |                        |                 |                  | Theresa May   |              |
| David Lidington    | David Lidington (1956) | 8 januari 2018  | 24 juli 2019     | Theresa May   |              |

## Verschillende stromingen
Er zijn verschillende stromingen binnen de Conservatieve Partij (geweest). De meest prominente worden hier weergegeven. Niet elke politicus kan duidelijk tot een groep gerekend worden. Zo werd John Major beschouwd als een Thatcherist, terwijl hij in de praktijk veel vaker uitging van het vrijemarktdenken.

### Eennatie-conservatisme
Het Eennatie-conservatisme ("One Nation Conservatism") was de dominante ideologie gedurende het grootste deel van de twintigste eeuw. Pas ten tijde van het Thatcherisme verloor de ideologie aan invloed. Tot haar aanhangers behoorde premiers als Baldwin, Macmillan en Heath. De naam zelf kwam van Benjamin Disraeli. Het Eennatie-conservatisme is in een geloof in sociale cohesie en de verwachting dat sociale instituties kunnen bijdragen aan de harmonie tussen verschillende (belangen)groepen, klassen en – meer recentelijk, etnische groepen en religies. Tot deze instituties behoren bijvoorbeeld de Welvaartsstaat, de BBC en de lokale overheid. Sommige vinden dat de Europese Unie ook kan worden gezien als belangrijk instituut om een bijdrage te leveren aan die cohesie op internationaal niveau, terwijl andere de EU sterk afwijzen. Eennatie-conservatieven doen vaak een beroep op Edmund Burke met zijn nadruk op de Civil Society, en als tegenkracht tegen radicale politieke bewegingen en ideeën. 

### Thatcherisme-Vrije-marktdenkers
De tweede dominante stroming gelooft in de vrije markt, en wordt soms ook omschreven als het Thatcherisme. Zij werden de dominante stroming na de komst van Margaret Thatcher als partijleider in 1975. Zij ziet het als haar taak om de rol van de overheid te verkleinen, en streeft naar een verlaging van de belastingen, de verkleining van de welvaartsstaat en de privatisatie van industrieën die in handen van de staat zijn. Belangrijke pleitbezorgers van de vrije markt waren onder andere Michael Portillo, Daniel Hannan en William Hague. De stroming wordt ook geassocieerd met de klasseloze maatschappij. Onder de vrije-marktdenkers zijn ook veel eurosceptici. Zij zien de EU als een bedreiging voor de vrije markt en/of de Britse soevereiniteit, en hebben zich georganiseerd in de European Research Group met als voorzitter Jacob Rees-Mogg.

### Traditionele conservatieven
Een derde belangrijke groep binnen de Conservatieve Partij zijn de Traditionele conservatieven. Zij hebben zich verenigd rond de Cornerstone Group. Zij legt de nadruk op verschillende traditionele waarden: Geloof, vlag en familie ("Faith, Flag, and Family"). Belangrijke instituties zijn de Kerk van Engeland, de Staat en de familie. Zij leggen de nadruk op de Anglicaanse erfenis van Engeland en zijn tegen het overdragen van meer macht naar de Europese Unie. De meeste Traditionalisten leggen een sterke nadruk op het huwelijk als instituut en  zijn voor een strenger immigratiebeleid en strengere abortuswetten. Sommige van hen hebben ook voor de doodstraf gepleit.

## Europese Unie
Na de uitzettingen van Roger Helmer en Daniel Hannan uit de EVP-ED-fractie in het Europees Parlement, waartoe alle Tory-afgevaardigden behoren, bleken de ideologische verschillen tussen de Conservatieve Partij en de Europese Volkspartij te groot geworden te zijn en besliste de conservatieve partijleider David Cameron om vanaf 2009 alle Tory-verkozenen in een andere fractie onder te brengen. De naam die daarvoor circuleerde was Movement for European Reform. Hij kreeg alvast de steun van de Tsjechische Democratische Burgerpartij) en de Bulgaarse Unie van Democratische Krachten.
De definitieve naam van deze nieuwe fractie werd Europese Conservatieven en Reformisten.
Na zijn zege bij de Britse Lagerhuisverkiezingen 2015 beloofde de toen herkozen premier David Cameron een 'in/uit'-referendum over het EU-lidmaatschap van het Verenigd Koninkrijk te laten houden. De uitkomst op 23 juni 2016 was een 'Brexit' en leidde de volgende dag tot de aankondiging van Camerons aftreden als premier en partijleider. Hij werd op 11 juli 2016 als partijleider en twee dagen later als premier opgevolgd door Theresa May.